# Territori del riu Powder

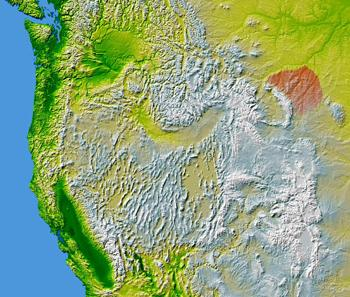
Zona del territori del riu Powder.

El  territori del riu Powder  s'estén al nord-est de les muntanyes Bighorn i al sud del riu Yellowstone a Wyoming, Estats Units. A més comprèn els rius Bighorn, Rosebud, Tongue i el Powder. La regió, rica en pastures i vida silvestre, va ser ocupada des de temps ancestrals per tribus crow, així com grups xoixon, sioux, xeienes i arapaho qui també transitaven i caçaven en el lloc. Els primers exploradors europeus van arribar durant el segle xviii, i fins als anys 1840 era visitada per trampers, mercaders i aventurers. En la següent dècada el trànsit de persones va augmentar i, per evitar hostilitats, va ser signat el primer Tractat de Fort Laramie, que va reconèixer aquest sector com domini dels nadius, al costat d'altres que s'estenien al llarg i ample de les Grans Planes.
Durant la Guerra civil dels Estats Units la presència de militars va ser escassa a la zona. Un cop acabada, els regiments van fer presència al costat d'un creixent nombre de pioners que es dirigien a l'oest del país a causa del descobriment d'or a Califòrnia, Colorado i Idaho, a més de l'emigració cap a Oregon i altres àrees. Causa d'això, nous conflictes van créixer entre els nadius i els militars, que va obligar els crow a desplaçar-se i donar pas a l'assentament d'amerindis sioux i xeienes, que van considerar el lloc com a últim refugi i preuat camp de cacera.
Per situacions greus com la massacre de Sand Creek a Colorado (1864), més nadius sioux, xeiene i arapaho del sud de les planes van poblar el territori. També en aquest lloc va ser oberta la ruta Bozeman, i una sèrie de forts van ser establerts per a la protecció dels viatgers. Els frecs amb els nadius van donar lloc a la Guerra de Red Cloud que va resultar en la retirada dels militars i la signatura el 1868 del segon Tractat de Fort Laramie, que va establir la gran reserva sioux.
No obstant això, en la següent dècada van esclatar més conflictes. Tot i la derrota soferta per l'exèrcit a la batalla de Little Bighorn, els nadius van ser desplaçats definitivament de la zona cap a l'any 1877. Els enfrontaments posteriors involucrar a ranxers i petits propietaris. En l'actualitat el territori és encara ric en recursos i vida salvatge, a més hi ha recorreguts turístics als diferents llocs històrics.